# Mikecz Ödön
Mikecz Ödön (Budapest, 1894. május 27. – Budapest, 1965. január 21.) ügyvéd, főispán, igazságügy-miniszter.

## Élete
A budapesti tudományegyetemen és Heidelbergben tanult jogot, majd 1923-tól Nyíregyházán ügyvédként működött. 1932-ben Szabolcs vármegye főispánja lett. 1935-től kormányzati szerepet vállalt: Gömbös Gyula miniszterelnökségének sajtóosztályát vezette, majd 1936-ban belügyi államtitkár lett. Lázár Andor lemondását követően igazságügy-miniszter lett a Darányi-kormányban 1938. március 9-től. Nevéhez fűződik az I. zsidótörvény beterjesztése. Tárcáját az Imrédy-kormányban is megtarthatta, de még kinevezése évében, november 15-én lemondott, és más konzervatív politikusokkal együtt kilépett a Nemzeti Egység Pártjából. Utódja Nagy András lett. 1940-től felsőházi tag volt Szabolcs vármegye küldöttjeként. 1944-es felszólalásaiban a megszálló németek ellen foglalt állást. 1945-ben letartóztatták, vizsgálati fogság után igazolták, de ügyvédi gyakorlatot nem folytathatott, nyugdíjat nem kapott. Alkalmi munkákat végzett. 1951-től 1953-ig Jászboldogházán volt kitelepítve. 1956 után ügyvédként dolgozhatott, de 1958-ban a kamarából ismét kizárták. Haláláig a MAVAD éjjeliőreként dolgozott.